# Finding Prince Charming
Finding Prince Charming (en español: Buscando al príncipe encantador) es un reality show de citas estadounidense estrenado en la cadena Logo el 8 de septiembre de 2016. El presentador es el cantante Lance Bass mientras que el puesto de "soltero codiciado" recayó en el diseñador de interiores de Atlanta Robert Sepúlveda Jr.
El concepto del programa está basado en The Bachelor con algunas modificaciones además de ser el primer reality show de citas para hombres homosexuales desde el programa de Bravo Boy Meets World. 
Las filmaciones empezaron en julio de 2016.

## Concursantes
El elenco consiste en 13 hombres solteros entre las edades 26 a 35 años.
| Concursante        | Edad | Ciudad natal       | Ocupación                               | Resultados               | Ref.          |
| ------------------ | ---- | ------------------ | --------------------------------------- | ------------------------ | ------------- |
| Eric Leonardos     | 35   | Los Ángeles, CA    | Estilista                               | Ganador                  | [ 5 ]         |
| Brandon Kneefel    | 29   | Los Ángeles, CA    | Administrador                           | Finalista                | [ 6 ]         |
| Dillon Powell      | 26   | West Hollywood, CA | Escritor de moda y publicista           | Eliminado en la semana 8 | [ 7 ]         |
| Justin Roisom      | 29   | Seattle, WA        | Modelo                                  | Eliminado en la semana 7 | [ 8 ]         |
| Chad Aaron Spodick | 32   | New York, NY       | Especialista en bienes raíces           | Renuncia en la semana 6  | [ 5 ]         |
| Robby LaRiviere    | 26   | West Hollywood, CA | Experto de belleza                      | Eliminado en la semana 5 | [ 9 ]         |
| Paul Hollowell     | 34   | Dallas, TX         | Fundador de compañía                    | Eliminado en la semana 4 | [ 10 ]        |
| Danique            | 30   | Los Ángeles, CA    | Analista de negocios                    | Eliminado en la semana 3 |               |
| Sam Provenzano     | 31   | Chicago, IL        | Director de ONG                         | Renuncia en la semana 3  | [ 11 ]        |
| Jasen Kaplan       | 33   | New York, NY       | Artista de maquillaje                   | Eliminado en la semana 2 | [ 12 ] [ 13 ] |
| Brodney McClinton  | 34   | Atlanta, GA        | Entrenador Personal                     | Eliminado en la semana 1 | [ 14 ]        |
| Nick Barbati       | 31   | Hamilton, NJ       | Administrador de Eventos de Universidad | Eliminado en la semana 1 | [ 15 ]        |
| Charlie            | 26   | Hermosa Beach, CA  | Niñero                                  | Eliminado en la semana 1 |               |

## Progreso
| Orden | Episodios | Episodios | Episodios | Episodios | Episodios | Episodios | Episodios           | Episodios    | Episodios |
| Orden | 1         | 2         | 3         | 4         | 5         | 6         | 7                   | 8            | 8         |
| ----- | --------- | --------- | --------- | --------- | --------- | --------- | ------------------- | ------------ | --------- |
| 1     | Eric      | Justin    | Paul      | Brandon   | Dillon    | Brandon   | Brandon Dillon Eric | Brandon Eric | Eric      |
| 2     | Dillon    | Paul      | Eric      | Chad      | Chad      | Justin    | Brandon Dillon Eric | Brandon Eric | Brandon   |
| 3     | Brandon   | Danique   | Chad      | Eric      | Eric      | Eric      | Brandon Dillon Eric | Dillon       |           |
| 4     | Justin    | Dillon    | Robby     | Dillon    | Brandon   | Dillon    | Justin              |              |           |
| 5     | Chad      | Robby     | Justin    | Justin    | Justin    | Chad      |                     |              |           |
| 6     | Jasen     | Brandon   | Brandon   | Robby     | Robby     |           |                     |              |           |
| 7     | Robby     | Sam       | Dillon    | Paul      |           |           |                     |              |           |
| 8     | Sam       | Eric      | Danique   |           |           |           |                     |              |           |
| 9     | Danique   | Chad      | Sam       |           |           |           |                     |              |           |
| 10    | Paul      | Jasen     |           |           |           |           |                     |              |           |
| 11    | Charlie   |           |           |           |           |           |                     |              |           |
| 12    | Nick      |           |           |           |           |           |                     |              |           |
| 13    | Brodney   |           |           |           |           |           |                     |              |           |

     El participante fue el ganador y elegido por Robert como su "príncipe encantador"
     El participante fue eliminado.
     El participante ganó una cita a solas con Robert.
     El participante ganó una cita a solas con Robert y fue eliminado.
     El participante renunció a la competencia.